# Yūki Morikawa
Yūki Morikawa (japanisch 森川 裕基 Morikawa Yūki; * 7. Januar 1993 in der Präfektur Kyoto) ist ein japanischer Fußballspieler.

## Karriere
Morikawa erlernte das Fußballspielen in der Schulmannschaft der Rakuhoku High School und der Universitätsmannschaft der Ritsumeikan-Universität. Seinen ersten Vertrag unterschrieb er 2015 bei Kamatamare Sanuki. Der Verein spielte in der zweiten japanischen Liga, der J2 League. Am Ende der Saison 2018 stieg er mit dem Verein in die dritte Liga ab. Nach über 100 Spielen für Sanuki wechselte er im Januar 2021 zum  ebenfalls in der dritten Liga spielenden AC Nagano Parceiro.